# Petr Křivánek
Petr Křivánek (* 18. März 1970 in Brünn) ist ein ehemaliger tschechischer Fußballspieler.

## Karriere
Petr Křivánek begann mit dem Fußballspielen im Alter von neun Jahren bei Zbrojovka Brünn. Mit 19 ging er nach Žatec, um beim dortigen Armeesportverein seinen zweijährigen Wehrdienst abzuleisten. 1991 kehrte der Abwehrspieler nach Brünn zurück und sollte 14 Jahre für den Klub spielen, der zunächst in Boby Brünn, später in Stavo Artikel Brünn und zuletzt in 1. FC Brünn umbenannt wurde.
In der Saison 1990/91 kam Křivánek auf fünf Spiele, die Mannschaft stieg ab, schaffte aber den sofortigen Wiederaufstieg. 1992/93 bestritt der 1,92 Meter große Křivánek nur zwölf Partien, erst ab der folgenden Spielzeit gehörte er zur Stammformation. Křivánek, technisch eher schwach, überzeugte in den nächsten Jahren vor allem durch seinen Einsatz und Kampfkraft. Er ließ kaum ein Ligaspiel aus, Belohnung dafür war nicht nur die Kapitänsbinde in Brünn, sondern auch der Einsatz über 90 Minuten in der Tschechischen Nationalmannschaft am 4. September 1996 beim 2:1-Sieg gegen Island in Jablonec.
1997 hatte Křivánek ein Angebot aus Belgien, da er aber kurz zuvor seinen Vertrag in Brünn verlängert hatte, kam der Transfer nicht zustande. Bis zur Winterpause 2004/05 spielte Křivánek regelmäßig in der Brünner Abwehrformation, auch wenn ihm wegen nachlassender Schnelligkeit immer häufiger Fehler unterliefen. Anfang 2005 verpflichtete der 1. FC Brünn Jiří Kotrba als neuen Trainer, der Křivánek nicht mehr aufstellte.
Im Sommer 2005 wechselte Petr Křivánek, der seit 1991 317 Erstligaspiele für den 1. FC Brünn absolviert hatte, nach Niederösterreich zum SCU Ardagger, bei dem er bis 2013 seine Laufbahn ausklingen ließ.